# 西出水站
西出水站（日语：／ Nishi-izumi eki */?）是日本鹿兒島縣出水市西出水町的一個車站，是肥薩橙鐵道的其中一個車站，由NPO法人北薩俱樂部管理。本站基本上只為方便鄰近學校的學生返學放學而保留；在這兩段時間以外，車站基本上沒有人。
本站的站名與西泉站相同，但兩個車站不單位於不同的地方，而且也沒有任何關係。

## 車站構造
車站是島式1面2線月台的地面車站。車站本屋於1966年興建時按照國鐵樣式的水泥製標準型站舍的有人站。
新築起當時設有出閘窗口與鐵製的閘口、寬廣的候車室，直至1974年使用的站內平交道的遺跡仍然殘留。曾經設有鐵道小行李窗口，但於1986年封閉，窗口跡以大型掲示板封死。
- 營業時間
  - 平日　6:20 - 8:30、16:00 - 17:35
  - 週末、假日　休息

相鄰的高尾野站於毎年3月中旬舉辦「高尾野 中之市」與每年8月舉辦「高尾野夏祭」時導致本站非常繁忙，因此早上8時開始至晚上都設有臨時車站職員。

### 月台配置
| 月台 | 路線          | 方向 | 目的地           |
| ---- | ------------- | ---- | ---------------- |
| 1、2 | ■肥薩橙鐵道線 | 上行 | 出水、八代方向   |
| 1、2 | ■肥薩橙鐵道線 | 下行 | 阿久根、川內方向 |

## 使用情況
- 2013年度的每日平均乘客人數為369人。

| 年度 | 1日平均 上車人次 | 1日平均 上下車人次 |
| ---- | ---------------- | ------------------ |
| 2005 | 563              |                    |
| 2006 | 526              |                    |
| 2007 | 522              | 1,041              |
| 2008 | 504              | 1,005              |
| 2009 | 436              | 871                |
| 2010 | 400              | 796                |
| 2011 | 380              | 759                |
| 2012 | 377              | 754                |
| 2013 | 369              | 738                |

## 車站周邊
- 學校法人出水學園出水中央高等學校（日语：出水中央高等学校）
- 鹿兒島縣立出水高等學校（日语：鹿児島県立出水高等学校）
- 鹿兒島縣立出水工業高等學校（日语：鹿児島県立出水工業高等学校）
- 出水市立西出水小學校（日语：出水市立西出水小学校）
- 西出水小學校附屬紫翠幼稚園
- 西出水郵政局
- 出水市立出水中學校（日语：出水市立出水中学校）

## 歷史
- 1923年（大正12年）10月15日 - 作為鐵道省川內線的武本站（たけもとえき）啟用。
- 1927年（昭和2年）10月17日 - 湯浦站－水俁站之間開業，八代站－川內站－鹿兒島站之間編內鹿兒島本線。
- 1928年（昭和3年）7月11日 - 改名為西出水站。
- 1949年（昭和24年）6月1日 - 公共企業體日本國有鐵道發足。
- 1966年（昭和41年）8月 - 現站舍竣工。
- 1970年（昭和45年）9月1日 - 伴隨CTC化實施車站業務委託化，成為出水站的被管理站。
- 1974年（昭和49年）9月 - 車站本屋與月台聯繋的跨線橋完成、廢除站內平交道。
- 1987年（昭和62年）4月1日 - 國鐵分割民營化，由九州旅客鐵道繼承。
- 2004年（平成16年）3月13日 - 伴隨九州新幹線開業移管至肥薩橙鐵道。

## 站名由來
此地曾經是出水郡出水鄉武本村的中心地帶，因此以開業初時的所在地出水町武本地區命名為「武本站」。
後來的地區改名，車站周邊「武本」的地名消滅，因此以位於出水站西側而將站名改為「西出水站」。
然而，以「武本」命名的地名在西出水站南方的石堂山中腹（沿着國道328號）仍然存在。

## 相鄰車站
肥薩橙鐵道
■肥薩橙鐵道線
■快速「Ocean Liner薩摩」（只限週末假日運行）、■觀光列車「橙食堂」（只限週五、週末、假日運行）
通過
■普通
出水（OR16）－西出水（OR17）－高尾野（OR18）

## 外部連結
- 西出水站（各站資訊） - 肥薩橙鐵道